# 坪頂 (南投縣)
坪頂是臺灣南投縣草屯鎮的一個傳統地域名稱，位於該鎮中部南側。相較於今日行政區，其範圍大致為坪頂里不含北部西側近邊界地帶。

## 歷史
台灣清治末期至日治初期，坪頂地區為一街庄，稱為「坪頂庄」，隸屬於北投堡。該庄北與南埔庄為鄰，東與雙冬庄為鄰，南邊為龍眼林庄、分水藔庄、軍功藔庄、內轆庄，西邊為營盤口庄、匏仔藔庄。
1901年（日治明治三十四年）11月，全台廢縣廳改設二十廳，該庄隸屬於南投廳。1903年（明治三十六年）6月，該庄編入「土城區」，隸屬於南投廳。1909年（明治四十二年）10月，合併二十廳為十二廳，土城區仍隸屬於南投廳。1920年（大正九年），全台地方制度大改正，廢十二廳改設五州二廳，該庄改制為「南埔」大字，隸屬於臺中州南投郡草屯庄。1938年（昭和十三年），草屯庄升格為草屯街。
戰後草屯街改制為草屯鎮，隸屬於臺中縣，大字亦改制為里。1950年10月，中、彰、投分治，草屯鎮改隸屬南投縣。

## 聚落
本地區發展較早的聚落有七股、坪頂、頂城等，在日治期初期的官方地圖上已有記載。此外，本地區尚有牛角坑口、圳寮坑、崎頂、風水坪、竹仔坑、大坑、隘寮溝、半路店、下城、下竹圍仔等聚落。

## 交通
鄉道投14線（股坑巷）是富寮至竹子城的道路，其東側端點位於坪頂地區北部偏東的坪頂聚落鄉道投17線路口。由此向西南西蜿蜒而行，其後轉西再轉西北西，於七股聚落北側經一小段本地區北部邊界後轉西南蜿蜒而行，過崎頂橋後不遠處轉西北，至接近本地區西部邊界前轉北微西蜿蜒而行，出境後可前往匏子寮並止於省道台14線路口。
鄉道投17線（南坪路）是青仔宅至中寮的道路，大致以西北微北—東南微南走向由本地區北部邊界入境，經鄉道投14線終點路口後，繞大彎轉西南，再繞大彎轉東南微南蜿蜒而行以至出境。由該道路向西北微北轉西經兩個髮夾彎後繞大彎轉北北西可前往南埔並止於省道台14線路口，向東南微南可前往分水寮東北角、龍眼林西部、分水寮東南端、中寮、鄉親寮聚落並止於縣道139號路口。

## 學校
- 坪頂國小

## 景點
- 坪頂七股神木